# Lucas Eguibar
Lucas Eguibar Bretón (San Sebastián, 9 febbraio 1994) è uno snowboarder spagnolo di origine basca.

## Biografia
In Coppa del Mondo di snowboard ha esordito il 22 gennaio 2012 a Veysonnaz (21º), ha ottenuto il primo podio il 9 marzo 2013 ad Arosa (3º) e la prima vittoria il 14 marzo 2015 a Veysonnaz.
Al termine della stagione 2014-15 ha conquistato la Coppa del Mondo di snowboard cross. Ai Mondiali di Sierra Nevada 2017 ha vinto la medaglia d'argento sia nella gara individuale che in quella a squadre, in coppia con Regino Hernández. Ai Mondiali di Idre Fjäll 2021 si è laureato campione del mondo di snowboard cross, prima medaglia d'oro iridata per la Spagna ai Mondiali di snowboard.
In carriera ha preso parte a tre edizione dei Giochi olimpici invernali (Soči 2014, Pyeongchang 2018 e Pechino 2022) e a sei dei Campionati mondiali.

## Palmarès

### Mondiali
- 3 medaglie:
  - 1 oro (snowboard cross a Idre Fjäll 2021)
  - 2 argenti (snowboard cross e snowboard cross a squadre a Sierra Nevada 2017)

### Mondiali juniores
- 2 medaglie:
  - 1 oro (snowboard cross a Erzurum 2013)
  - 1 argento (snowboard cross a Valmalenco 2014)

### Coppa del Mondo
- Vincitore della Coppa del Mondo di snowboard cross nel 2015
- 18 podi:
  - 5 vittorie
  - 5 secondi posti
  - 8 terzi posti

#### Coppa del Mondo - vittorie
| Data          | Luogo         | Paese    | Disciplina |
| ------------- | ------------- | -------- | ---------- |
| 14 marzo 2015 | Veysonnaz     | Svizzera | SBX        |
| 6 marzo 2016  | Veysonnaz     | Svizzera | SBX        |
| 19 marzo 2019 | Veysonnaz     | Svizzera | SBX        |
| 7 marzo 2020  | Sierra Nevada | Spagna   | SBX        |
| 11 marzo 2023 | Sierra Nevada | Spagna   | SBX        |

Legenda:

SBX = Snowboard cross